# Jules Pasdeloup
Jules-Étienne Pasdeloup (ur. 15 września 1819 w Paryżu, zm. 13 sierpnia 1887 w Fontainebleau) – francuski dyrygent.

## Życiorys
Studiował w Konserwatorium Paryskim, gdzie jego nauczycielami byli François Bazin (harmonia), Michele Carafa (kompozycja) i Pierre-Joseph-Guillaume Zimmerman (fortepian). W czasie studiów zdobył pierwszą nagrodę w solfeżu (1832) i fortepianie (1834). Po ukończeniu nauki podjął działalność pedagogiczną w Konserwatorium Paryskim, gdzie uczył solfeżu (od 1841), gry na fortepianie (1847–1850) i śpiewu chóralnego (1855–1868). W 1852 roku założył Sociéte des Jeunes Artistes du Conservatoire (w 1856 roku przemianowane na Sociéte des Jeunes Artistes du Conservatoire Imperial de Musique), którego celem było wykonywanie utworów symfonicznych młodych kompozytorów, m.in. Charles’a Gounoda i Camille’a Saint-Saënsa. W 1861 roku zorganizował cieszące się dużym powodzeniem, przeznaczone dla szerokiej publiczności Concerts Populaires de Musique Classique, w ramach których wykonywano utwory dawnych mistrzów, a także prezentowano po raz pierwszy dzieła wielu twórców współczesnych. Koncerty te odbywały się do 1884 roku, kiedy to zawieszone zostały z powodu rosnącej konkurencji ze strony koncertów Édouarda Colonne’a i Charles’a Lamoureux. Był także twórcą Sociéte des Oratorios (1868). W latach 1868–1870 dyrygował orkiestrą paryskiego Théâtre Lyrique.
W 1863 został odznaczony krzyżem kawalerskim Orderu Legii Honorowej.
Swoją działalnością przyczynił się do rozwoju francuskiego życia muzycznego, szczególnie symfoniki.